# Hôtel Bergeret de Grancourt
Pour les articles homonymes, voir Bergeret.
L’hôtel Bergeret de Grancourt est un hôtel particulier situé sur la place des Victoires à Paris, en France.

## Localisation
L'hôtel Bergeret de Grancourt est situé dans le 1er arrondissement de Paris, au 2 place des Victoires. Il se trouve sur le côté sud-ouest de la place, entre l'hôtel Bergeret de Talmont au nord-ouest et la rue Catinat au sud-est.

## Historique
L'hôtel date de la fin du XVIIe siècle.
L'édifice est classé au titre des monuments historiques en 1962.